# Сванетия (княжество)
Сванетия (груз. სვანეთი) — владетельное княжество (самтавро) в Западной Грузии, существовавшее в XV—XIX веках.
После распада Грузинского царства в середине XVI века Верхняя Сванетия номинально подчинялась имеретинскому царю. В западной части долины образовалось независимое владение князей Дадешкелиани и оно получило название Княжеская Сванетия. В остальной, большей по площади, части долины существовали вольные общества, и она стала называться Вольной Сванетией.
В 1820-х годах Княжество Сванетия раскололось на две части из-за борьбы между соперничающими ветвями рода Дадешкелиани. При посредничестве мингрельских князей обе части долины номинально вошли в состав Российской империи (княжество в 1833 году, а «вольная» часть в 1840), но до конца 1840-х годов в районе не присутствовала ни российская администрация, ни Русская Православная Церковь. В 1857 году в княжество были введены русские войска. Князь Константин Дадешкелиани убил кутаисского генерал-губернатора Александра Гагарина, и был за это расстрелян по приговору военного суда. К 1859 году княжество было упразднено, и район составил отдельное приставство Сванетия в составе Кутаисского генерал-губернаторства.